# 3906 Чао
3906 Чао (3906 Chao) — астероїд головного поясу, відкритий 31 травня 1987 року.
Тіссеранів параметр щодо Юпітера — 3,119.